# Kreuzerhöhungskirche (Butschatsch)
Koordinaten: 49° 3′ 37″ N, 25° 23′ 47″ O
Die Kreuzerhöhungskirche (ukrainisch Церква Воздвиження Чесного Хреста/Zerkwa Wosdwyschennja Tschesnoho Chresta) oder Basilianerkirche (ukrainisch Василіянська церква/Wassylijanska zerkwa) ist eine Kirche der Ukrainischen griechisch-katholischen Kirche in der Stadt Butschatsch im Westen der Ukraine.
Die Kirche des Basilianerklosters wurde 1771 geweiht und in den 1990er Jahren restauriert. Kirchengründer war der Magnat, Mäzen und Kaniwer Starost Nikolaus Basilius Potocki. Der Architekt war Johann Gotfried Hoffmann aus Oberschlesien. Der Bau wurde von Johann Schültzer geleitet. 
An der Stelle, wo sich die Kreuzerhöhungskirche befindet, befand sich früher die kleine römisch-katholischen Heilig-Kreuz-Kirche. Nachdem die Heilig-Kreuz-Kirche niedergelegt wurde, baute man an ihrer Stelle die Kreuzerhöhungskirche.